# Lineus autrani
Lineus autrani är en djurart som tillhör fylumet slemmaskar, och som beskrevs av Louis Joubin 1905. Lineus autrani ingår i släktet Lineus och familjen Lineidae. Inga underarter finns listade i Catalogue of Life.